# Rancho Nuevo, Indé
Rancho Nuevo är en ort i Mexiko.   Den ligger i kommunen Indé och delstaten Durango, i den centrala delen av landet, 900 km nordväst om huvudstaden Mexico City. Rancho Nuevo ligger 1 645 meter över havet och antalet invånare är 252.
Terrängen runt Rancho Nuevo är kuperad åt sydväst, men åt nordost är den platt.  Trakten runt Rancho Nuevo är nära nog obefolkad, med mindre än två invånare per kvadratkilometer. Rancho Nuevo är det största samhället i trakten. Omgivningarna runt Rancho Nuevo är i huvudsak ett öppet busklandskap.